# Municipio de Prairieton (Illinois)
El municipio de Prairieton (en inglés: Prairieton Township) es un municipio ubicado en el condado de Christian en el estado estadounidense de Illinois. En el año 2010 tenía una población de 449 habitantes y una densidad poblacional de 4,74 personas por km².

## Geografía
El municipio de Prairieton se encuentra ubicado en las coordenadas 39°36′41″N 89°4′47″O / 39.61139, -89.07972. Según la Oficina del Censo de los Estados Unidos, el municipio tiene una superficie total de 94.75 km², de la cual 94,71 km² corresponden a tierra firme y (0,05 %) 0,05 km² es agua.

## Demografía
Según el censo de 2010, había 449 personas residiendo en el municipio de Prairieton. La densidad de población era de 4,74 hab./km². De los 449 habitantes, el municipio de Prairieton estaba compuesto por el 99,33 % blancos, el 0,22 % eran asiáticos y el 0,45 % eran de una mezcla de razas. Del total de la población el 0,45 % eran hispanos o latinos de cualquier raza.